# Campo (matematica)
In matematica, un campo è una struttura algebrica composta da un insieme non vuoto e da due operazioni binarie interne (chiamate somma e prodotto e indicate di solito rispettivamente con {\displaystyle +} e {\displaystyle *}) che godono di proprietà assimilabili a quelle verificate da somma e prodotto sui numeri razionali o reali o anche complessi. 
Il campo è una struttura algebrica basilare in matematica, necessaria per lo studio approfondito dei polinomi e delle loro radici, e per la definizione degli spazi vettoriali. Nel contesto degli spazi vettoriali un elemento di un campo è detto scalare.

## Storia
Storicamente le tre discipline algebriche che hanno portato al concetto di campo sono il problema della risoluzione delle equazioni polinomiali, la teoria algebrica dei numeri e la geometria algebrica. Un primo contributo alla nozione di campo fu apportato nel 1770 da Joseph-Louis Lagrange nei suoi studi sulla risoluzione delle equazioni polinomiali riuscendo di fatto a collegare i concetti di campo e gruppo algebrico. Nel 1832 Évariste Galois ideò i criteri necessari e sufficienti affinché un'equazione polinomiale fosse risolvibile algebricamente, dando così origine alla teoria di Galois, che pur senza averne concepito una nozione esplicita, fece ampio uso dei concetti di campo e gruppo. Nel 1871 Richard Dedekind introdusse con il termine "campo" un insieme di numeri reali o complessi chiuso sotto le quattro operazioni aritmetiche. Il concetto fu poi ripreso nel 1881 da Leopold Kronecker che definì il campo di frazioni razionali come "dominio di razionalità".
La prima nozione formale di campo fu elaborata da 1893 da Heinrich Martin Weber e da questa iniziò quindi svilupparsi nei primi anni del XX secolo la teoria dei campi grazie ai lavori di Giuseppe Veronese, Kurt Hensel ed Ernst Steinitz. La teoria di Galois tra il 1928 e il 1942 da Emil Artin che eliminò la dipendenza della teoria dal teorema dell'elemento primitivo.

## Definizione formale
L'insieme {\displaystyle K} non vuoto dotato di due operazioni binarie {\displaystyle +} e {\displaystyle *} è un campo se valgono le seguenti proprietà:
{\displaystyle K} insieme all'operazione {\displaystyle +} è un gruppo abeliano con elemento neutro {\displaystyle 0}:
- {\displaystyle (a+b)+c=a+(b+c)}
- {\displaystyle a+b=b+a}
- {\displaystyle 0+a=a+0=a}
- per ogni {\displaystyle a} esiste {\displaystyle -a} tale che {\displaystyle a+(-a)=-a+a=0}

{\displaystyle K\setminus \{0\}} insieme all'operazione {\displaystyle *} è un gruppo abeliano con elemento neutro {\displaystyle 1}:
- {\displaystyle (a*b)*c=a*(b*c)}
- {\displaystyle a*b=b*a}
- {\displaystyle 1*a=a*1=a}
- per ogni {\displaystyle a\neq 0} esiste {\displaystyle a^{-1}} tale che {\displaystyle a*a^{-1}=a^{-1}*a=1}

La moltiplicazione è distributiva rispetto all'addizione:
- {\displaystyle a*(b+c)=(a*b)+(a*c)}

(le relazioni devono valere per ogni {\displaystyle a}, {\displaystyle b} e {\displaystyle c} in {\displaystyle K})
Ciascuna delle seguenti definizioni di campo è equivalente a quella data:
- un anello commutativo con unità in cui ogni elemento non nullo ha un inverso;
- un corpo commutativo rispetto alla moltiplicazione.

Il gruppo moltiplicativo {\displaystyle K} meno l'elemento {\displaystyle 0} è solitamente indicato con {\displaystyle K^{*}}.

## Esempi

### Campi
- L'insieme dei numeri razionali {\displaystyle \mathbb {Q} }, con le operazioni di addizione e moltiplicazione usuali tra numeri è un campo.
- L'insieme dei numeri reali {\displaystyle \mathbb {R} }, con le operazioni di addizione e moltiplicazione tra numeri reali è un campo.
- L'insieme dei numeri complessi {\displaystyle \mathbb {C} }, con l'appropriata estensione delle operazioni di addizione e moltiplicazione è un campo.
- I numeri algebrici formano un campo.
- I numeri surreali e i numeri p-adici formano dei campi.
- L'insieme {\displaystyle \mathbb {Z} /p\mathbb {Z} } delle classi di resto modulo {\displaystyle p} con le usuali operazioni di somma e prodotto forma un campo se e solo se {\displaystyle p} è un numero primo.

### Anelli che non sono campi
- L'esempio più importante è l'insieme {\displaystyle \mathbb {Z} } dei numeri interi: non è un campo perché i soli elementi ad avere un inverso moltiplicativo sono {\displaystyle +1} e {\displaystyle -1}.
- Il prodotto di anelli è un anello, ma il prodotto di campi non è un campo. Quindi ad esempio {\displaystyle \mathbb {R} ^{2}=\mathbb {R} \times \mathbb {R} } è un anello ma non un campo: l'elemento {\displaystyle (1,0)} non ha un inverso.
- Ogni dominio d'integrità finito è un campo.

D'altra parte, ogni dominio d'integrità {\displaystyle A} è contenuto in un campo, detto campo quoziente, che è il "più piccolo" campo fra quelli contenenti {\displaystyle A}. Il campo quoziente di {\displaystyle \mathbb {Z} } è {\displaystyle \mathbb {Q} }.

### Corpi che non sono campi
- I quaternioni non formano un campo, perché l'operazione di moltiplicazione non è commutativa.

## Relazione con altre strutture algebriche

### Anelli
Come notato precedentemente, i campi sono dei particolari anelli, anche se la maggior parte degli strumenti impiegati nello studio di questi ultimi non permette di dare molte informazioni sui campi. Gli unici ideali di un campo {\displaystyle K}, ad esempio, sono {\displaystyle K} stesso e l'ideale nullo {\displaystyle \{0\}}: questo implica che ogni omomorfismo non nullo a valori in un campo {\displaystyle K} ha un nucleo banale, ed è quindi iniettivo, ovvero è un'estensione di campi.
Un campo è anche un dominio d'integrità e un particolare dominio euclideo con la valutazione {\displaystyle v(a)=1} per ogni elemento {\displaystyle a} e, di conseguenza, è anche un dominio a fattorizzazione unica. Questo tuttavia non porta a risultati interessanti, perché ogni elemento non nullo, essendo invertibile, ha una fattorizzazione "vuota" (ovvero costituita solo da un'unità).
Come sugli anelli, sui campi è possibile definire dei polinomi: l'anello {\displaystyle K[X]} così risultante è un dominio euclideo (con la valutazione data dal grado del polinomio) e in particolare un anello ad ideali principali: questa proprietà permette di definire il concetto di polinomio minimo di un elemento algebrico {\displaystyle \alpha } su {\displaystyle K}.

#### Caratteristica
Un'altra proprietà degli anelli che si trasferisce sui campi è la caratteristica, definita come il minimo intero {\displaystyle n} tale che:
{\displaystyle {\begin{matrix}\underbrace {1+1+\dots +1} \\n\mathrm {~volte} \end{matrix}}}
è uguale a zero. Se questo minimo non esiste, cioè se {\displaystyle 1+1+\ldots +1} è sempre diverso da zero, la caratteristica è {\displaystyle 0} per definizione. Essendo i campi dei domini d'integrità, la loro caratteristica è {\displaystyle 0} oppure un numero primo {\displaystyle p}. La caratteristica di {\displaystyle K} determina univocamente il suo sottocampo fondamentale: se è {\displaystyle 0} sono i numeri razionali, mentre se è {\displaystyle p} è il campo finito con {\displaystyle p} elementi, ovvero l'anello quoziente {\displaystyle \mathbb {Z} /p\mathbb {Z} } (denotato con {\displaystyle \mathbb {Z} _{p}} o {\displaystyle \mathbb {F} _{p}}). Tutti i campi finiti hanno caratteristica positiva, mentre il viceversa non è vero: un esempio è il campo {\displaystyle \mathbb {F} _{p}(X)} delle funzioni razionali su un campo finito.

### Gruppi
Dalla definizione di campo segue immediatamente che {\displaystyle (K,+)} e {\displaystyle (K\setminus \{0\},\cdot )}, quest'ultimo spesso denotato con {\displaystyle (K^{*},\cdot )} sono gruppi abeliani. Come conseguenza del fatto che un polinomio di grado {\displaystyle n} non può avere più di {\displaystyle n} radici, ogni sottogruppo finito di {\displaystyle K^{*}} (e quindi, in particolare, ogni gruppo moltiplicativo di un campo finito) è ciclico; questo non avviene mai invece per il gruppo additivo, ad eccezione dei campi con {\displaystyle p} elementi.

### Spazi vettoriali
I campi sono fondamentali nella definizione degli spazi vettoriali; gran parte delle proprietà di questi ultimi (esistenza di una base, dimensione, sottospazi) non dipendono dal particolare campo impiegato. Analogamente, si possono definire spazi affini e spazi proiettivi su campi qualsiasi. La possibilità di definire un prodotto scalare (e quindi una struttura di spazio euclideo) dipende invece dal campo scelto, in quanto si basa sulla possibilità di definire una relazione d'ordine sul campo.
Legato al campo base dello spazio vettoriale è la possibilità di diagonalizzare gli operatori lineari, in quanto legata alla presenza di radici del polinomio caratteristico.

## Sottocampi e estensione di campi
Un sottoinsieme di un campo {\displaystyle K} chiuso rispetto alla somma e al prodotto e contenente gli inversi e gli opposti di tutti i propri elementi forma esso stesso un campo, ed è detto sottocampo di {\displaystyle K}. Ad esempio i numeri razionali formano un sottocampo dei numeri reali, che a loro volta sono un sottocampo dei numeri complessi.
Rovesciando la prospettiva, un campo {\displaystyle H} che contiene {\displaystyle K} come sottocampo è un'estensione o un ampliamento di quest'ultimo. Poiché inoltre ogni omomorfismo di campi è iniettivo (cioè è un'immersione), si può considerare un campo {\displaystyle H} come un'estensione di {\displaystyle K} anche nel caso in cui esista un'immersione di {\displaystyle K} in {\displaystyle H}.
Un'estensione {\displaystyle H} di un campo {\displaystyle K} è automaticamente uno spazio vettoriale su {\displaystyle K}, e possiede quindi una sua dimensione: questa è detta grado dell'estensione, ed è indicata come {\displaystyle [H:K]}. Un'importante proprietà del grado è la sua moltiplicatività: se {\displaystyle K\subseteq H\subseteq L} e tutti e tre sono campi, allora
{\displaystyle [K:L]=[K:H]\cdot [H:L].}
Se il grado di {\displaystyle H} su {\displaystyle K} è finito l'estensione è detta finita, mentre infinita in caso contrario.
Se {\displaystyle H} è un'estensione di {\displaystyle K}, e {\displaystyle S} è un sottoinsieme di {\displaystyle K}, si indica con {\displaystyle K(S)} il più piccolo sottocampo di {\displaystyle H} che contiene sia {\displaystyle K} che {\displaystyle S}, ossia la più piccola estensione di {\displaystyle K} che contiene {\displaystyle S}; particolare importanza hanno le estensioni semplici, ovvero quelle in cui {\displaystyle S} è formato da un solo elemento.

### Estensioni algebriche e trascendenti
Un'estensione {\displaystyle K\subseteq H} è detta algebrica se ogni elemento di {\displaystyle H} è radice di un polinomio a coefficienti in {\displaystyle K}, e trascendente altrimenti. Ad esempio l'estensione di {\displaystyle \mathbb {R} } in {\displaystyle \mathbb {C} } è algebrica, mentre quella di {\displaystyle \mathbb {Q} } in {\displaystyle \mathbb {R} } è trascendente.
Le estensioni semplici possono essere classificate immediatamente come algebriche o trascendenti a partire dal loro grado: se questo è finito l'estensione è algebrica, mentre se è infinito è trascendente. Nel primo caso, il grado è uguale a quello del polinomio minimo del grado che genera l'ampliamento; un elemento {\displaystyle \alpha } è detto algebrico o trascendente su un campo {\displaystyle K} a seconda che l'estensione {\displaystyle K(\alpha )} sia algebrica o trascendente. Se {\displaystyle K=\mathbb {Q} }, gli elementi algebrici e trascendenti sono detti generalmente numeri algebrici e numeri trascendenti. Tutte le estensioni finite sono algebriche, mentre il viceversa non è vero: un esempio è l'estensione algebrica
{\displaystyle \mathbb {Q} \subseteq \mathbb {Q} ({\sqrt {2}},{\sqrt[{3}]{2}},{\sqrt[{4}]{2}},\ldots ,{\sqrt[{n}]{2}},\ldots ).}
Vale però il seguente risultato: un'estensione è finita se e solo se è algebrica e finitamente generata (cioè generata da un numero finito di elementi).
Per distinguere tra loro le estensioni trascendenti, non potendo usare il grado dell'ampliamento, si usa il grado di trascendenza: questo è definito come il massimo numero di elementi algebricamente indipendenti di {\displaystyle H} su {\displaystyle K}, ossia come il massimo numero {\displaystyle n} per cui esistono {\displaystyle n} elementi di {\displaystyle H} per cui non esiste alcun polinomio ad {\displaystyle n} incognite a coefficienti in {\displaystyle K} annullato da quegli elementi. Un'estensione algebrica ha grado di trascendenza {\displaystyle 0}, mentre un'estensione trascendente semplice ha grado di trascendenza {\displaystyle 1}.

### Costruzione di estensioni algebriche
Dato un campo {\displaystyle K} e un polinomio irriducibile {\displaystyle f(X)} a coefficienti in {\displaystyle K}, è sempre possibile trovare un'estensione di {\displaystyle K} in cui il polinomio ha una radice: l'anello quoziente
{\displaystyle {\frac {K[X]}{(f(X))}},}
è infatti un campo, estensione di {\displaystyle K} (l'immersione è quella che associa ad ogni elemento di {\displaystyle K} la classe della sua costante), in cui l'elemento {\displaystyle X+(f(X))} è una soluzione di {\displaystyle f(X)}; il grado dell'estensione è, inoltre, il grado del polinomio {\displaystyle f(X)}. In tal modo è possibile trovare campi su cui dei polinomi assegnati abbiano una soluzione, o perfino tutte le possibili soluzioni; inoltre tutte le possibili estensioni sono isomorfe tra loro.
Un campo su cui tutti i polinomi abbiano almeno una radice è detto algebricamente chiuso: l'esempio più importante è il campo dei numeri complessi, dove tale asserzione è nota con il nome di teorema fondamentale dell'algebra (sebbene sia sempre dimostrato almeno in parte con metodi analitici); né il campo dei numeri razionali né quello dei numeri reali sono algebricamente chiusi (ad esempio il polinomio {\displaystyle X^{2}+1} non ha radici). Dal lemma di Zorn segue che ogni campo {\displaystyle K} è contenuto in un campo algebricamente chiuso che sia il più piccolo possibile, cioè tale che ogni ampliamento intermedio tra {\displaystyle K} ed esso non sia algebricamente chiuso; questo prende il nome di chiusura algebrica di {\displaystyle K} e, sempre grazie al lemma di Zorn, è possibile dimostrare che è unica a meno di isomorfismi. La chiusura algebrica dei numeri reali è il campo dei numeri complessi, ma questa non è la chiusura algebrica dei razionali, che è invece il campo dei numeri algebrici.

## Teoria di Galois
La teoria di Galois studia le estensioni algebriche di un campo attraverso lo studio del gruppo degli automorfismi delle estensioni, ovvero degli isomorfismi di un campo in sé. Questo gruppo (detto gruppo di Galois dell'estensione) può essere spesso calcolato esplicitamente fornendo, attraverso la corrispondenza di Galois, informazioni sul campo stesso.

### Isomorfismi e automorfismi
Gli isomorfismi di campi hanno molte proprietà che ne facilitano lo studio. Una basilare è che mandano il sottocampo fondamentale del dominio nel sottocampo fondamentale del codominio (e quindi conserva la caratteristica); inoltre, se {\displaystyle \alpha } è una radice di un polinomio a coefficienti nel sottocampo fondamentale, la sua immagine è una radice dello stesso polinomio. In particolare conserva il grado del polinomio e, quindi, il grado delle estensioni: due campi isomorfi hanno lo stesso grado sul loro sottocampo fondamentale.
Se il dominio e il codominio coincidono, si ha un automorfismo del campo: le proprietà precedenti implicano che un automorfismo è l'identità sul sottocampo fondamentale (ovvero fissa tutti gli elementi del sottocampo fondamentale) e che un elemento di grado {\displaystyle n} (cioè il cui polinomio minimo ha grado {\displaystyle n}) ha al più {\displaystyle n} immagini distinte. L'insieme degli elementi fissati dall'automorfismo (ovvero degli {\displaystyle \alpha } per cui {\displaystyle f(\alpha )=\alpha }) è un campo, che viene detto campo fisso di {\displaystyle f}.

### Estensioni normali e separabili
Lo studio degli automorfismi di un campo ha bisogno di alcune ipotesi sull'estensione considerata.
La prima è quella di estensione normale: questa è un ampliamento algebrico {\displaystyle K\subseteq L} in cui ogni isomorfismo di {\displaystyle L} in una sua chiusura algebrica che fissa {\displaystyle K} fissa anche {\displaystyle L} o, equivalentemente, un polinomio irriducibile in {\displaystyle K[X]} che ha una radice in {\displaystyle L} vi ha tutte le sue radici, o ancora {\displaystyle L} è il campo di spezzamento di un polinomio a coefficienti in {\displaystyle K}. Un tipico esempio di estensione non normale è {\displaystyle \mathbb {Q} ({\sqrt[{3}]{2}})}, perché {\displaystyle {\sqrt[{3}]{2}}} è radice di {\displaystyle X^{3}-2}, le cui altre radici sono {\displaystyle {\sqrt[{3}]{2}}\omega } e {\displaystyle {\sqrt[{3}]{2}}\omega ^{2}} dove {\displaystyle \omega } è una radice terza dell'unità.
La seconda è quella di estensione separabile, ovvero di un ampliamento algebrico in cui ogni elemento è radice di un polinomio separabile, ovvero di un polinomio senza radici multiple. Questa ipotesi è necessaria perché un elemento {\displaystyle \alpha } abbia esattamente {\displaystyle n} immagini distinte, dove {\displaystyle n} è il suo grado. Su un campo di caratteristica zero tutte le estensioni sono separabili; se la caratteristica è invece positiva, si possono avere casi di estensioni non separabili. L'insieme di tutti gli elementi separabili su un campo {\displaystyle K} è un campo, che è detto la sua chiusura separabile.
Un'estensione sia normale che separabile è detta di Galois.

### Corrispondenza di Galois
Nelle estensioni di Galois finite {\displaystyle K\subseteq L}, si ha una corrispondenza biunivoca (detta corrispondenza di Galois) tra i sottogruppi del gruppo di Galois dell'estensione e i campi intermedi tra {\displaystyle K} ed {\displaystyle L}; ad un sottogruppo {\displaystyle H} corrisponde il campo fissato da tutti gli automorfismi appartenenti ad {\displaystyle H}, mentre ad un sottocampo {\displaystyle F} corrisponde il gruppo degli automorfismi di {\displaystyle L} che fissano {\displaystyle F}, ovvero il gruppo di Galois di {\displaystyle L} su {\displaystyle F}. L'importanza di questo teorema deriva dalla possibilità di trasportare problemi relativi a campi in problemi sui gruppi, che sono più facili da trattare anche perché spesso è possibile scrivere esplicitamente il gruppo, che è finito, mentre il campo è, spesso, infinito.
Nel caso di estensioni infinite, il teorema fondamentale non è più vero con queste ipotesi; è invece necessario introdurre sul gruppo di Galois una topologia (la topologia di Krull) che lo rende un gruppo topologico; la corrispondenza si ha tra i campi intermedi dell'estensione e i sottogruppi chiusi del gruppo di Galois.

## Estensioni semplici ed elementi primitivi
Un elemento che genera un'estensione è detto elemento primitivo per essa. Poiché le estensioni semplici sono più facili da studiare (ad esempio perché gli automorfismi sono univocamente determinati dall'immagine dell'elemento primitivo) è interessante cercare di caratterizzare gli ampliamenti semplici.
Per ampliamenti algebrici il risultato fondamentale è il teorema dell'elemento primitivo, che afferma che un ampliamento finito {\displaystyle F\subseteq K} è semplice se e solo se ha un numero finito di campi intermedi; un importante corollario è che tutti gli ampliamenti finiti e separabili sono semplici, e di conseguenza lo sono anche tutti gli ampliamenti {\displaystyle F\subseteq F(\alpha _{1},\ldots ,\alpha _{n})}, con gli {\displaystyle \alpha _{i}} separabili. In particolare, quest'ultima condizione è soddisfatta se {\displaystyle F} è un campo di caratteristica {\displaystyle 0}, e quindi ogni ampliamento algebrico finito di un'estensione di {\displaystyle \mathbb {Q} } è semplice (ad esempio {\displaystyle \mathbb {Q} ({\sqrt {2}},{\sqrt {3}})=\mathbb {Q} ({\sqrt {2}}+{\sqrt {3}})}). Il risultato continua a valere se almeno {\displaystyle n-1} tra gli {\displaystyle \alpha _{i}} sono separabili, mentre due elementi non separabili possono impedire l'esistenza di un elemento primitivo.
La condizione sulla finitezza dell'ampliamento è essenziale: ad esempio l'ampliamento di {\displaystyle \mathbb {Q} } nella sua chiusura algebrica è algebrico (e ovviamente separabile) ma non semplice, perché se lo fosse avrebbe grado uguale a quello del suo elemento primitivo, mentre ogni algebrico ha grado finito.
Per gli ampliamenti trascendenti i risultati ottenibili non sono così buoni. Il teorema di Lüroth afferma che ogni campo {\displaystyle L} tale che
{\displaystyle F\subset L\subseteq F(X)}
(dove {\displaystyle X} è un'indeterminata su {\displaystyle F}), ovvero ogni campo intermedio di un'estensione trascendente semplice, è a sua volta un ampliamento semplice di {\displaystyle F}. Questo teorema non è estendibile a sottocampi in ampliamenti di due o più indeterminate; in geometria algebrica, una questione legata ad essa è se ogni estensione trascendente di {\displaystyle F} è puramente trascendente, ovvero se per ogni {\displaystyle L} si può scrivere {\displaystyle L=F(Y_{1},Y_{2})}, dove {\displaystyle Y_{1}} e {\displaystyle Y_{2}} sono indeterminate indipendenti su {\displaystyle F}. Questo non è vero nelle ipotesi del teorema di Lüroth; Guido Castelnuovo ha però dimostrato che per campi {\displaystyle L} per cui {\displaystyle F\subset L\subseteq F(X,Y)}, {\displaystyle F} è algebricamente chiuso e {\displaystyle L\subseteq F(X,Y)} è finito e separabile, {\displaystyle L} è puramente trascendente su {\displaystyle F}.

## Campi finiti
I campi finiti hanno importanza in teoria dei numeri, geometria algebrica e crittografia. Sono completamente caratterizzati dalla loro cardinalità: per ogni primo {\displaystyle p} e per ogni intero positivo {\displaystyle n} esiste (a meno di isomorfismi) un solo campo con {\displaystyle p^{n}} elementi, e tutti i campi finiti sono in questa forma. Un campo con {\displaystyle q} elementi è denotato con {\displaystyle \mathbb {F} _{q}} o {\displaystyle GF(q)}. La caratteristica del campo con {\displaystyle p^{n}} elementi è {\displaystyle p}.
L'ampliamento {\displaystyle \mathbb {F} _{p}\subseteq \mathbb {F} _{p^{n}}} è algebrico di grado {\displaystyle n}, normale e separabile; inoltre è semplice (perché, ad esempio, il gruppo moltiplicativo di {\displaystyle \mathbb {F} _{p^{n}}} è ciclico). Il campo con {\displaystyle p^{n}} elementi comprende quello con {\displaystyle p^{m}} se e solo se {\displaystyle m} divide {\displaystyle n}. La chiusura algebrica dei campi finiti con caratteristica {\displaystyle p} è data dalla loro unione, che è un campo infinito.